# CUBRID
CUBRID è un relational database management system (RDBMS), completamente open source, con estensioni orientate agli oggetti altamente ottimizzata per le applicazioni web, specialmente quando gli utilizzatori processano una quantità di dati molto estesa e hanno molte richieste contemporanee. CUBRID fornisce un'unica caratteristica ottimizzata che processa più richieste parallele in minor tempo rispetto ad altri.

## Politica di  Licenza
CUBRID, a differenza di altri database, non ha una versione Iniziativa (Enterprise) del suo DBMS. CUBRID non differenzia la sua politica di licenza tra Comunità (Community) e Iniziativa (Enterprise). C'è solo una versione di CUBRID DBMS, che rilasciata sotto licenza GPL v2.0 o GPL v3.0. I tools grafici e le API di interfacciamento sono distribuite con licenza Berkeley Software Distribution. C'è una motivazione per questa tipologia di licenza. CUBRID vuole che tutte le società commerciali possano beneficiare del suo database il più possibile. La licenza BSD permette alle società di tenerne il loro codice sorgente chiuso, così da averne un reale profitto.

## Origine del nome del prodotto
Il nome "CUBRID" è una combinazione di due parole "Cube" (il Cubo) e "Bridge" (il Ponte). Nel caso di CUBRID, "Bridge" sta per "data bridge", mentre "Cube" è una scatola chiusa che gestisce la sicurezza dei suoi contenuti.

## Piattaforme ed interfacce
Il server CUBRID  e le librerie ufficiali sono implementate in C e C++, mentre CUBRID Manager, il cliente manager per DBMS CUBRID, è implementato in Java.
CUBRID gira su piattaforme Linux e Windows e dispone di API specifiche per JDBC, PHP, .NET, ODBC, e C-API.
Sia CUBRID che CUBRID Manager possiedono un'interfaccia a riga di comando chiamata CSQL e come front-end di amministrazione un tool denominato CUBRID Web Query.

## Caratteristiche principali
L'Ultima versione di CUBRID 2008 R3.1 è del dicembre 2010 e ha le seguenti caratteristiche:
- SQL 92 Standard
- Transaction ACID support
- Cross-platform support
- Multiple granularity locking
- Partition
- Replication
- High Availability support [(shared-nothing (non condivisi) clustering, fail-over and fail-back automatically)]
- Hot Backup
- Sub-SELECTs (cioè SELECT nidificate)
- Hierarchical Queries
- Query plan caching
- Triggers
- Click counter
- Updatable Views
- Java Stored procedure
- True VARCHAR support
- BLOB/CLOB support
- Cursors[3]

## Lista cronologica degli sviluppi
- 2006 - Inizio sviluppo di CUBRID DMBS.
- Ottobre, 2008 - Il primo release interno seguito dal CURBID 2008 R1.0 release stabile.
- Novembre, 2008 - CUBRID rilascia il progetto con sorgenti aperti. CUBRID 2008 R1.1 release stabile.
- Gennaio, 2009 - CUBRID 2008 R1.2 release stabile.
- February, 2009 - CUBRID 2008 R1.3 release stabile.
- Marzo, 2009 - CUBRID 2008 R1.4 release stabile.
- Agosto, 2009 - CUBRID 2008 R1.0 release stabile.
- Settembre, 2009 - CUBRID Cluster, inizio del progetto.
- Ottobre, 2009 - CUBRID Project sito web pubblicato su Sourceforge.net. Apertura della Comunità Ufficiale e il sito web www.cubrid.org.
- Dicembre, 2009 - CUBRID 2008 R2.1 release stabile.
- Febbraio, 2010 - CUBRID Cluster rilascio versione alpha.
- Maggio, 2010 - CUBRID 2008 R2.2 release stabile[5].
- Luglio, 2010 - CUBRID 2008 R3.0 release beta
- Ottobre, 2010 - CUBRID 2008 R3.0 release stabile
- Novembre, 2010 - CUBRID 2008 R3.0 release beta[6]
- Dicembre, 2010 - CUBRID 2008 R3.1 release stabile[7].